# Svetlana Gannouchkina
Svetlana Alekseïevna Gannouchkina (russe : Светлана Алексеевна Ганнушкина), née le 6 mars 1942, est une mathématicienne et militante des droits de l'homme en Russie qui a été une candidate en vue du Prix Nobel de la Paix en 2010.

## Biographie
Gannouchkina a travaillé pendant de nombreuses années en tant que professeur de mathématiques à l'université de Moscou. En 1990, elle a contribué à la création du Comité d’assistance civique (Гражданское содействие), une ONG qui milite pour les droits de l'homme, en particulier en ce qui concerne les immigrés et les réfugiés dans la société russe. Cette association est née en réaction aux pogroms exercés contre les Arméniens en Azerbaïdjan alors que l'URSS se disloquait ,. En 2016, elle avait contribué à assurer à plus de 50000 exilés un soutien juridique et humanitaire. L'organisation est considérée comme un agent étranger par le gouvernement russe depuis 2016.
Entre 2002 et 2012, Gannouchkina a participé au Conseil présidentiel pour la société civile et les droits humains. En militant au sein de cette structure, elle a contribué à l'évolution de la loi sur les étrangers, permettant à plus de 2 millions de personnes d'acquérir la citoyenneté russe. Elle est également membre du conseil de Memorial, une association dédiée au souvenir des victimes de la répression soviétique.
En 2006, elle a reçu le Homo Homini Award pour son militantisme en faveur des droits de l'homme par l'organisation tchèque People in Need.
En 2016, Gannouchkina a reçu le Right Livelihood Award pour son engagement de plusieurs décennies à promouvoir les droits humains et la justice pour les réfugiés et les migrants forcés, ainsi que la tolérance entre les différents groupes ethniques.